# Jean Nicolas Pierre Hachette
Pour les articles homonymes, voir Hachette.
Jean Nicolas Pierre Hachette, né à Mézières (Ardennes) le 6 mai 1769 et mort à Paris le 16 janvier 1834, est un mathématicien français.
Considéré comme le principal continuateur de Gaspard Monge en géométrie, l’enseignement de géométrie descriptive qu’il assure dans les grandes écoles et à l’Université imprègne toute une génération de savants et de techniciens, et prépare l’essor de la géométrie projective au XIXe siècle.

## Biographie
Fils d’un libraire de Charleville, il étudie tout d’abord au collège de la ville puis à celui de Reims. En 1788, il retourne à Mézières, où il est nommé à l’École royale du génie de Mézières comme dessinateur servant d’aide aux professeurs de physique et de chimie.
En 1793, il décide de postuler pour un poste de professeur d’hydrographie à Collioure dans les Pyrénées-Orientales et parcourt pour cela plus de 1 000 km à pied. Il est recruté et conserve son emploi deux ans, formant notamment François Berge, futur polytechnicien et général d'Empire. Il envoie à Gaspard Monge, alors ministre de la marine, plusieurs articles scientifiques, dans lesquels il traite de quelques questions de navigation par la géométrie. L’influence de ce dernier lui permet d’obtenir un rendez-vous à Paris. Il est ensuite appelé à la suppléance de Claude Joseph Ferry, professeur à l’école de Mézières et nommé député à la Convention.
Vers la fin de 1794, quand l’École Polytechnique est établie, il est nommé adjoint de Monge dans le département consacré à la géométrie descriptive. Là, il a comme élèves célèbres Poisson, François Arago et Fresnel. Accompagnant Guyton de Morveau dans son expédition, au début de l’année 1794, il est présent à la bataille de Fleurus (1794) et entre dans Bruxelles avec l’armée française victorieuse.
Sous l’Empire, il devient professeur de mathématiques à l’École des Pages. Il reçoit le doctorat ès sciences en 1809 et est nommé en 1810 professeur adjoint auprès de Gay-Lussac à la faculté des sciences de Paris, responsable d'un cours de géométrie descriptive, et à l’École normale.
En 1816, à l’accession de Louis XVIII, il est privé de son poste à l’École polytechnique. Le consentement royal nécessaire pour l’élection de Hachette à l’Académie des sciences n’est pas obtenu en 1823 ; il ne viendra qu’en 1831, après la révolution de juillet 1830. À sa mort à l’âge de 65 ans, il fut inhumé au cimetière du Père-Lachaise, 18e division,, à Paris.
Hachette a été porté en estime pour sa conduite privée, aussi bien que pour ses accomplissements scientifiques et pour le service de l’État. Ses travaux concernaient principalement la géométrie descriptive et ses applications aux « arts » et à la construction mécanique. Il a perpétué l’enseignement de géométrie de Monge, et a contribué également dans une large mesure au développement du machinisme en France à la suite de l’établissement de l’École polytechnique.
Chevalier de la Légion d'honneur le 12 mars 1831.

## Ouvrages
- Collection des épures de géométrie, etc., 1795 et 1817 ;
- Traité élémentaire des machines, 1809, avec une préface de Lazare Carnot[4] ;
- Deux Suppléments à la Géométrie descriptive de Monge, 1811 et 1818 ;
- Applications de géométrie descriptive, 1817 ;
- Éléments de géométrie à trois dimensions, 1817 ;
- Traité de géométrie descriptive, etc., 1822 ;
- Correspondance sur l’École Polytechnique, 1804-1815.

Il a aussi publié un certain nombre d’articles dans les journaux scientifiques de l’époque. Pour une liste de ces publications, consulter le Catalogue of Scientific Papers de la Royal Society of London; ou encore : François Arago, Œuvres (1855); et Silvestre, Notice sur J. N. P. Hachette (Bruxelles, 1836).